# Hermann Lomba
Hermann Lomba (* 11. Oktober 1960 in Pointe-à-Pitre) ist ein ehemaliger französischer Leichtathlet, der sich auf den Sprint spezialisiert hatte.

## Leben
Lomba wurde 1982 französischer Meister im 200-Meter-Lauf. Bei den Europameisterschaften in Athen erreichte er über diese Distanz die Halbfinalrunde. Ferner belegte er dort mit der französischen 4-mal-100-Meter-Staffel den siebten Rang.
Weitere nennenswerte Resultate von Lomba lassen sich erst wieder in den 1990er-Jahren nachweisen. Bei den Weltmeisterschaften 1991 in Tokio erreichte er über 200 Meter die Viertelfinalrunde. Seine erfolgreichste Saison hatte er 1994. Bei den Spielen der Frankophonie in Paris siegte er im 200-Meter-Lauf. Wenige Wochen später gewann er bei den Europameisterschaften 1994 in Helsinki in der 4-mal-100-Meter-Staffel zusammen mit Éric Perrot, Jean-Charles Trouabal und Daniel Sangouma die Goldmedaille für Frankreich. Außerdem trat er in Helsinki im 100-Meter-Lauf an, verpasste den Finaleinzug jedoch knapp.
Lomba nahm als Mitglied der französischen 4-mal-100-Meter-Staffel an den Olympischen Spielen 1996 in Atlanta teil. Allerdings erreichte die Mannschaft im Finale das Ziel nicht.